# Лабрадорит
Лабрадорит је минерал, који обично показује низ различитих боја — плаву, зелену, наранџасту или жуту. Име је добио по Лабрадору, североисточној регији Канаде, где је откривен крајем 18. века. Поменути оптички ефекат обично настаје под утицајем светлости која продире у унутрашњост минерала и рефлектује се од инклузије, као што су шупљине испуњене гасом или неке друге препреке. Код лабрадорита, овај одсјај, то јест преливање боја, ствара се под утицајем светлости која се одбија о танке слојеве или честце других минерала присутних у њему као што су илменит или рутил. Преламање светлости производи такозвану игру боја-обично плавих или зелених, а понекад пурпурне, златне или црвене-па се такав ефекат назива лабрадоризација.

## Фелдспати
Лабрадорит спада међу фелдспате, најзаступљенију групу минерала који улазе у састав Земљине коре. Поједини фелдспати су међусобно толико слични, да их је могуће разликовати само уз помоћ тачних количина натријума и калцијума које садрже. Научници су ове фелдспате сврстали у посебну групу под заједничким називом плагиокласи (изоморфна серија плагиокласа). Представници ове групе садрже калцијум и натријум, али ни у једном од њих ови метали нису заступљени у једнаким количинама. Минерали из серије плагиокласа са високим садржајем калцијума формирају се на вишим температурама него они са високим садржајем натријума. Лабрадорит садржи подједнаке количине натријума и калцијума.

## Брушење
Лабрадорит са квалитетом полудрагог камена, се обично бруси у стилу кабошон, како би његове боје дошле више до изражаја. Иако постоји општа сагласност да е овај минерал откривен крајем осамнаестог века, могуће је да се за њега знало и у старим временима- римски историчар Плиније Старији у једном свом делу помиње неименовани минерал необично сличних особина као лабрадорит.

## Галерија
- Лабрадорит, Финска
- Полирани lабрадорит 18x20cm – Мадагаскар
- Детаиљ лабрадорита